# Xian de Xiushui
Pour les articles homonymes, voir Xiushui.
Le xian de Xiushui (修水县 ; pinyin : Xiūshuǐ Xiàn) est un district administratif de la province du Jiangxi en Chine. Il est placé sous la juridiction de la ville-préfecture de Jiujiang.

## Démographie
La population du district était de 768 493 habitants en 1999.